# Kukai
Kūkai (空海, 27. julij 774 Bjōbugaura, danes Zencūdži - 22. april 835 gora Kōja), rojstno ime Saeki Mao, posthumno ime Kōbō Daiši(弘法大師, »Veliki mojster, ki je širil Darmo«), je bil japonski budistični menih, kaligraf in pesnik, ki je ustanovil ezoterično budistično šolo Šingon.
Je eden izmed najbolj znanih in priljubljenih svetnikov na Japonskem. Ustanovil je šingonsko sekto budizma, ki v ospredje postavlja čarobne uroke, magične formule in obrede. Odpotoval je na Kitajsko, kjer je študiral tangmi (kitajski vadžrajana budizem) pri menihu Huiguoju. Po vrnitvi na Japonsko je ustanovil šingon - japonsko vejo budizma vadžrajana. Z blagoslovom več cesarjev je Kūkai lahko pridigal učenja šingona in ustanovil templje šingona.
V življenju je veliko prispeval k razvoju umetnosti in literature na Japonskem. Dejaven je bil na področju gradnje javne infrastrukture, torej cest, namakalnih kanalov in templjev. Znan je tudi kot pionir na področju izobraževanja. Zaradi njegovega pomena v japonskem budizmu je Kūkai povezan s številnimi zgodbami in legendami. Ena takšnih legend pripisuje Kukaiju izum kana ubeseditve, s katerim se japonski jezik piše še danes (v kombinaciji s kandži), pa tudi pesmi Iroha, ki je pripomogla k standardizaciji in popularizaciji kane.
Privrženci šingona običajno imenujejo Kūkaija s častnim nazivom Odaiši-sama (お大師様, »Veliki mojster«) in verskim imenom Hendžō Kongō (遍照金剛, »Vajra, ki sije v vse smeri«).

## Življenje
Kūkai se je rodil leta 774 na območju templja Zencū-dži v provinci Sanuki na otoku Šikoku. Njegova družina je bila član aristokratske družine Saeki, veje starodavnega klana Ōtomo. V moderni znanosti se na splošno domneva, da je njegovo ime Mao (»Prava riba«), čeprav en vir zapisuje njegovo rojstno ime kot Tōtomono (»Dragi«). Kūkai se je rodil v obdobju pomembnih političnih sprememb s cesarjem Kanmujem (vladal 781–806), ki je skušal utrditi svojo oblast in razširiti svoje kraljestvo, pri čemer je sprejel ukrepe, ki so vključevali selitev prestolnice Japonske iz Nare v končno mesto Heian-kjo (današnji Kjoto).
Malo več je znanega o Kūkaijevem otroštvu. Pri petnajstih letih je pod vodstvom strica po materini strani začel proučevati kitajske klasike. V tem času je klan Saeki-Ōtomo trpel vladno preganjanje zaradi obtožb, da je poglavar klana, Ōtomo Jakamoči, odgovoren za atentat na svojega tekmeca Fudživara no Tanecuguja. Družinsko bogastvo je padlo do leta 791, ko je Kūkai odpotoval v Naro, takratno prestolnico, da bi študiral na vladni univerzi Daigakurjō (大学寮). Diplomanti so bili običajno izbrani za prestižne položaje birokratov. Biografije Kūkaija kažejo, da je postal razočaran nad konfucijanskimi študijami, vendar se je namesto tega močno zanimal za budistične študije.
Približno pri 22 letih se je Kūkai seznanil z budistično prakso, ki vključuje petje mantre Kokūzō (sanskrt Ākāśagarbha), bodisatve praznine. V tem obdobju je pogosto iskal izolirana gorska območja, kjer je neusmiljeno pel mantro Ākāśagarbha. Pri 24 letih je objavil svoje prvo večje literarno delo, Sangō Shiiki (»Bistvo treh naukov«), v katerem citira iz obsežnega seznama virov, vključno s klasiki konfucijanstva, daoizma in budizma. Templji v Nari s svojimi obsežnimi knjižnicami so imeli ta besedila.
V tem obdobju japonske zgodovine je centralna vlada skrbno urejala budizem prek Sōgō (僧綱, urad za duhovniške zadeve) in uveljavljala svojo politiko, ki je temeljila na pravnem zakoniku ricurjō. Asketi in neodvisni menihi, kot je bil Kūkai, so bili pogosto prepovedani in so živeli zunaj zakona, vendar so še vedno tavali po podeželju ali od templja do templja.
V tem obdobju zasebne budistične prakse je imel Kūkai sanje, v katerih se je pojavil moški in mu povedal, da je Mahavairocana Tantra sveti spis, ki vsebuje doktrino, ki jo išče. Čeprav je Kūkai kmalu uspel pridobiti kopijo te sutre, ki je bila šele pred kratkim na voljo na Japonskem, je takoj naletel na težave. Velik del sutre je bil v neprevedenem sanskrtu, napisanem v pisavi Siddhaṃ. Kūkai je ugotovil, da je prevedeni del sutre zelo skrivnosten. Ker ni mogel najti nikogar, ki bi mu lahko razjasnil besedilo, se je odločil, da gre na Kitajsko, da bi tam preučil besedilo. Rjuiči Abe nakazuje, da je Mahavairocana Tantra premostila vrzel med njegovim zanimanjem za prakso verskih vaj in doktrinarnim znanjem, pridobljenim s študijem.

### Potovanje in študij na Kitajskem
Leta 804 se je Kūkai udeležil ekspedicije na Kitajsko, ki jo je sponzorirala vlada in jo je vodil Fudživara no Kadanomaro, da bi izvedel več o Mahavairocana Tantri. Učenjaki niso prepričani, zakaj je bil Kūkai izbran za sodelovanje v uradni misiji na Kitajskem, glede na to, da je bil zasebni menih, ki ga ni sponzorirala država. Teorije vključujejo družinske povezave znotraj klana Saeki-Ōtomo ali povezave prek duhovnikov ali članov klana Fudživara.
Odprava je vključevala štiri ladje, s Kūkaijem na prvi ladji, medtem ko je bil še en slavni menih Saičo na drugi ladji. Med nevihto se je tretja ladja obrnila nazaj, medtem ko se je četrta izgubila na morju. Kūkaijeva ladja je tedne kasneje prispela v provinco Fudžian in njenim potnikom je bil sprva zavrnjen vstop v pristanišče, medtem ko je bila ladja zasežena. Kūkai, ki je tekoče govoril kitajščino, je guvernerju province napisal pismo, v katerem je razložil njihov položaj. Guverner je dovolil, da je ladja pristala, skupina pa je bila pozvana, naj nadaljuje do glavnega mesta Čangan (danes Šjan - Xi'an), prestolnice dinastije Tang.
Po nadaljnjih zamudah je sodišče Tang Kūkaiju dodelilo mesto v templju Šjiming, kjer se je resno začelo preučevati kitajski budizem. Sanskrt je študiral tudi pri gandarskem panditu Prajñāju (734–810?), ki se je izobraževal na indijski budistični univerzi v Nalandi.
Leta 805 je Kukai končno srečal meniha Huiguoja (746–805; japonsko Keika), človeka, ki ga je posvetil v kitajski ezoterični budizem (Tangmi) v samostanu Qinglong v Čanganu (青龍寺). Huiguo je izhajal iz slavne rodbine budističnih mojstrov, ki so sloveli predvsem po prevajanju sanskrtskih besedil v kitajščino, vključno s Tantro Mahavairocana. Ezoterični budizem zagovarja stališče, da razsvetljenje dosežejo le tisti, ki svoje življenje v celoti posvetijo veri in živijo v samostanu. Sčasoma je postal učiteljev najljubši učenec, zato mu je le-ta predajal skrivna znanja. Leta 806 po vrnitvi s Kitajske ga je cesar podprl pri širjenju njegove doktrine in mu odobril gradnjo samostana. Leta 816 je začel graditi samostan na gori Kōja na zahodu osrednje Japonske. Samostan je prerasel v enega največjih in najvplivnejših samostanskih kompleksov v državi, sekta Šingon pa je po njegovi smrti postala ena najbolj priljubljenih oblik japonskega budizma.
O Kūkaijevih gibanjih je malo znanega do leta 809, ko se je dvor končno odzval na poročilo o njegovih študijah, ki je vsebovalo tudi popis besedil in drugih predmetov, ki jih je prinesel s seboj, ter peticijo za državno podporo za vzpostavitev novega ezoteričnega budizma v Japonska. Ta dokument, Katalog uvoženih predmetov, je prvi Kūkaijev poskus, da razlikuje novo obliko budizma od tiste, ki se že izvaja na Japonskem. Odgovor sodišča je bil ukaz za bivanje v templju Takao-san (sodobni Džingo-dži) v predmestju Kjota. To naj bi bil sedež podjetja Kūkai naslednjih 14 let.
Leta 810 je Kūkai postal javna osebnost, ko je bil imenovan za upravnega vodjo Tōdai-dži, osrednjega templja v Nari, in vodjo Sōgō (僧綱, Urad za duhovniške zadeve).
Kmalu po ustoličenju je cesar Saga hudo zbolel in med okrevanjem je cesar Heizei zanetil upor, ki so ga morali zadušiti s silo. Kūkai je prosil cesarja, naj mu dovoli izvajanje določenih ezoteričnih obredov, ki naj bi »kralju omogočili premagati sedem nesreč, ohraniti štiri letne čase v harmoniji, zaščititi narod in družino ter dati tolažbo sebi in drugim«. Prošnji je bilo ugodeno. Pred tem se je vlada zanašala na menihe iz tradicionalnih šol v Nari pri izvajanju obredov, kot je petje Sutre zlate svetlobe, da bi okrepila vlado, vendar je ta dogodek zaznamoval novo zanašanje na ezoterično tradicijo za izpolnjevanje te vloge.
Z javnimi iniciacijskimi obredi za Saičōja in druge v templju Takao-san leta 812 je Kūkai postal priznani mojster ezoteričnega budizma na Japonskem. Začel je organizirati svoje učence v red – odgovorni so bili za upravljanje, vzdrževanje in gradnjo v templju, pa tudi za samostansko disciplino. Leta 813 je Kūkai orisal svoje cilje in prakse v dokumentu, imenovanem Koninova opozorila. Prav tako je v tem obdobju v Takaosanu dokončal številna temeljna dela šole Šingon:
- Doseganje razsvetljenja v tem samem obstoju
- Pomen zvoka, besede, resničnosti
- Pomeni besede Hūm

Vse to je bilo napisano leta 817. Zapisi kažejo, da je bil Kūkai zaposlen tudi s pisanjem poezije, vodenjem obredov ter pisanjem epitafov in spomenikov na zahtevo. Njegova priljubljenost na dvoru je samo naraščala in se širila.
Medtem so Kukaijevi novi ezoterični nauki in literatura pritegnili pozornost uglednega učenjaka in meniha tistega časa po imenu Tokuitsu, ki je leta 815 izmenjeval pisma naprej in nazaj in prosil za pojasnila. Dialog med njima se je izkazal za konstruktivnega in je pomagal Kūkaiju dati večjo verodostojnost, medtem ko so se šole Nara bolj zanimale za ezoterično prakso.

## Gora Kōja
Leta 816 je cesar Saga sprejel Kūkaijevo prošnjo za vzpostavitev gorskega zatočišča na gori Kōja kot umik od svetovnih zadev. Tla so bila uradno posvečena sredi leta 819 s sedemdnevnimi obredi. Vendar ni mogel ostati, saj je prejel cesarski ukaz, da deluje kot svetovalec državnega sekretarja, zato je projekt zaupal starejšemu učencu. Kot potrjujejo številna ohranjena pisma pokroviteljem, je zbiranje sredstev za projekt zdaj začelo jemati veliko Kūkaija, finančne težave pa so bile stalna skrb; pravzaprav je bil projekt v celoti realiziran šele po Kukaijevi smrti leta 835.
Kūkaijeva vizija je bila, da naj bi gora Kōja postala predstavitev Mandale dveh kraljestev, ki tvorita osnovo šingon budizma: osrednja planota kot mandala kraljestva maternice, z vrhovi, ki obkrožajo območje kot cvetni listi lotosa; in v središču tega bi bila mandala Diamantno kraljestvo v obliki templja, ki ga je poimenoval Kongōbu-dži (tempelj Diamantnega vrha). V središču tempeljskega kompleksa stoji ogromen kip Vairocana, ki je poosebljenje končne resničnosti.

## Zadnja leta
Kūkai je dokončal svoj magnum opus (mojstrovino), Džūdžūšinron (十住心論, »Traktat o desetih stopnjah razvoja uma«) leta 830. Zaradi velike dolžine še ni bil v celoti preveden v noben jezik. Kmalu zatem je sledil poenostavljen povzetek Hizō Hōjaku (秘蔵宝鑰, »Dragoceni ključ do tajne zakladnice«). Prvi znaki bolezni, ki bi sčasoma pripeljala do Kūkaijeve smrti, so se pojavili leta 831. Prizadeval si je za upokojitev, vendar cesar ni hotel sprejeti njegovega odstopa in mu je namesto tega dal bolniški dopust. Proti koncu leta 832 se je Kūkai vrnil na goro Kōja in tam preživel večino svojega preostalega življenja. Leta 834 je zaprosil sodišče za ustanovitev kapele Šingon v palači z namenom izvajanja obredov, ki bi zagotovili zdravje države. Ta prošnja je bila odobrena in ritual Šingon je postal vključen v uradni dvorni koledar dogodkov. Leta 835, samo dva meseca pred smrtjo, je Kūkai končno dobil dovoljenje, da letno posveti tri menihe Šingon na gori Kōja – število novih posvečenih je še vedno strogo nadzorovano s strani države. To je pomenilo, da je Kōja prešla iz zasebne ustanove v ustanovo, ki jo sponzorira država.
Zadnje dni svojega življenja se je Kukai odrekal hrani in pijači ter čas preživljal v globoki meditaciji. Umrl je opolnoči 22. aprila leta 835, na datum, ki ga je vnaprej sam napovedal. Cesar Ninmyō (833–850) je ob njegovi smrti na goro Koja poslal pismo, v katerem je izrazil sožalje in sporočil, da se upepelitve in pogreba ne bo uspel udeležiti. Kukaija na koncu niso tradicionalno upepelili, temveč so ga na njegovo željo pokopali v krsti. Njegov grob je v samostanskem kompleksu na vzhodnem delu vrha gore Koja, ki je danes zaščiten kot del Unescove svetovne dediščine. Legenda pravi, da so njegovo grobnico po dolgem času odprli in v njej našli popolnoma ohranjeno telo, z lepo kožo in nekaj centimetrov daljšimi lasmi. Kukai naj ne bi umrl, temveč vstopil v večni samadhi (»meditativni trans«). V svoji grobnici še danes čaka na prihod Maitreje, Bude prihodnosti.
Manj kot stoletje po njegovi smrti mu je cesar Daigo podelil posmrtni naziv Kobo Daiši. Zanimivo je, da je Kukai kljub svojemu aristokratskemu poreklu tudi sam brezkompromisno sledil naukom, ki jih je širil.
Legenda pravi, da Kūkai ni umrl, ampak je vstopil v večni samadhi (meditativni trans) in je še vedno živ na gori Kōja ter čaka na pojav Maitreje, Bude prihodnosti.

## Šingonska sekta
Šingonska sekta, ki izvira iz južnega dela Indije, sledi naukom, ki jih je Kukai študiral na Kitajskem. Njeni pripadniki verujejo v šingonski (kar pomeni prava beseda) budizem, ki je znan tudi kot ezoterični budizem. Vera v ospredje postavlja ustno prenašanje naukov, ki učijo kako misliti, pisati in govoriti (beseda), ter ravnati. Mišljenje je predstavljeno z meditacijo in koncentracijo, beseda z mantro ali čarobnimi formulam, dejanje pa z mudro oz. gestami z roko. Poudarjali so tudi pomembnost meditacije. Te nauki so znani le omejenemu številu visokih menihov, od tod tudi ime ezoterični budizem (ezoteričen - le za ozek, zaprt krog ljudi). S sledenjem tem naukom naj bi vernik razsvetljenje dosegel že pred smrtjo.

## Dosežki in dela
Kukai je bil predvsem učenjak, v svojih knjigah je podrobno opisal zgodovino Kitajske in Indije. Velja tudi za uglednega pesnika, zaslužen naj bi bil za uvedbo japonske pesniške oblike Iroha. V času ustvarjanja se je njegov vpliv zaradi kulturne povezanosti dežel širil tudi na Kitajsko, kjer so njegova dela postala temelj pesništva. Njegova najpomembnejša dela na področju literature so:
- Religiozna razmišljanja (Sango shiiki 三教指歸),
- Povabilo (Šorai mokuroku 請来目録),
- Razlike med eksoteričnim in ezoteričnim budizmom (Benkenmicu nikjo ron 辯顯密二教論),
- Deset postulatov zavesti (Džudžu šinron 十住心論),
- Postati Buda v svojem telesu (Sokušim džobucu gi 即身成佛義),
- Resničnost jezika in pisave (Šodži džisso gi 聲字實相義),
- Pomen besede un (Undži gi 吽字義) in
- Skrivnosti Srčne sutre (Hannja šingjo hiken 般若心経祕鍵).

Tradicionalno mu pripisujejo tudi iznajdbo japonske zlogovne pisave Kana, za kar sicer ni zanesljivih dokazov. Deloval je tudi na področju arhitekture, kjer je načrtoval in nadzoroval gradnjo cest, namakalnih sistemov, templjev in ostalih konstrukcij. Med obiski Šikokuja, kjer je sodeloval pri inženirskih projektih, je na poti obiskoval številne templje in izrezoval podobe. Kljub temu, da je dokazano obiskal le tri templje, mu pripisujejo uvedbo tamkajšnje 1200 km dolge romarske poti po otoku Šikoku.

## Čudeži in legende
Zaradi Kūkaijeve pomembnosti v japonskem budizmu so o njem skozi čas nastale številne zgodbe in legende. Ko je na gori Kōya iskal prostor za gradnjo templja, naj bi ga gostili dve šintoistični gorski božanstvi - moški Kariba in ženska Niu. Kariba naj bi se pojavil v vlogi lovca, ki je Kūkaija vodil skozi gore v spremstvu belega in črnega psa. Kasneje sta bili Kariba in Niu interpretirana kot manifestaciji Bude Vairocane, ki je osrednja oseba v šingonskem budizmu in glavni predmet Kūkaijevega vseživljenjskega zanimanja.

## Galerija
- Kip v templju Šiteno-dži
- Kip v temlju Džizō-dži
- Kip v templju Kadžū-dži
- Kip v Nobeoki, Mijazaki
- Oltar v templju Daišo-in, na otoku Icukušima

Zunaj Japonske
- Spominska dvorana v Šjiapu, Fudžian, Kitajska
- Oltar v templju Tien-Ho v Taipeiju, Tajvan
- Kip Kūkaija v Malem Tokiu, Los Angeles

Drugo
- Abeceda Siddhaṃ v Kūkaijevi rokopisu. 1837 reprodukcija meniha Sōgena.